# 爆轟樂團
爆轟樂團（ザ・バックホーン）是日本搖滾樂團，1998年成立於日本東京。

## 成員
現任成員
- 山田將司（主唱）
- 菅波榮純（吉他手）
- 岡峰光舟（貝斯手）
- 松田晉二（鼓手）

過去成員
- 平林直己（貝斯手）－2001年退團

## 作品
所列時間為日本發行日，部分作品由滾石唱片代理發行。

### 單曲
- 氣球（2000年9月25日）
- Sunny（2001年4月25日）
- 空、星、海之夜（2001年8月22日）
- 世界樹之下（2002年5月29日）
- 眼淚若決堤（2002年8月28日）
- 未來（2003年1月22日）
- 光的結晶（2003年6月18日）
- 生命線（2003年8月20日）
- 夢之花（2004年7月21日）
- 鈷藍（2004年11月3日）
- 牽絆之歌（2005年1月26日）
- 黑洞誕生日（2005年12月16日）
- 初次的呼吸（2006年2月8日）
- 渾沌潛水人（2006年3月22日）
- 聲（2006年12月20日）
- 美麗之名（2007年3月21日）
- 罠（2007年11月14日）
- 覺醒（2008年5月21日）
- 戰鬥的你（2010年4月21日）
- 閉鎖的世界（2010年8月4日）
- 為世界獻上花束（2011年3月30日）
- 天狼星（2012年3月7日）
- 此刻的戰鬥（2013年9月18日）
- 對稱／易碎物（2014年2月19日）

### 專輯
- 去哪裡（1999年9月22日）
- 甦醒的太陽（NEW MIX）（2001年6月20日）
- 人類計畫（2001年10月17日）
- 心臟管弦樂團（2002年11月13日）
- 生存的才能（2003年10月22日）
- 耳機少年（2005年3月16日）
- 電鋸初啼（2005年8月24日）
- 太陽中的生活（2006年4月19日）
- THE BACK HORN（2007年5月23日）
- BEST THE BACK HORN（2008年1月23日）
- 脈動（2008年9月3日）
- 聖域（2010年9月15日）
- 生命的吶喊（2012年6月6日）
- KYO-MEI TOUR～生命的吶喊～（2013年2月6日）
- B-SIDE THE BACK HORN（2013年9月18日）
- 破曉的號角（2014年4月9日）

### DVD
- 爆音夢花火（2004年11月3日）
- Emotion Picture Vol.1（2006年2月8日）
- LIVE IN THE SUN（2006年9月27日）
- Maniac Heaven Vol.0～初夜的回想～（2006年12月20日）
- KYO-MEI Live～裸足的黎明～at日本武道館（2008年10月8日）
- 創造的脈衝（2009年7月22日）
- Emotion Picture Vol.2（2010年2月10日）
- Maniac Heaven Best Selection（2011年12月21日）
- KYO-MEI TOUR～生命的吶喊～at日本武道館 2013.1.6（2013年3月27日）

## 外部連結
- 爆轟樂團官方網站 （页面存档备份，存于） （日語）